# Diáspora judía

Mapa que ilustra la diáspora judía

Dispersión de las principales sinagogas de la diáspora judía en la Antigüedad

La diáspora judía o simplemente la diáspora (en hebreo: גלות‎ galut, golus (pron. yidis); también גולה golá y תפוצה tefutsá, vocablos hebreos para diáspora y exilio) es, en términos generales, la dispersión de los hijos de Israel y el posterior pueblo judío fuera de lo que se considera su patria ancestral —la Tierra de Israel— y a las comunidades establecidas por ellos en todo el mundo. En su interpretación moderna, su uso se aplica al conjunto de comunidades judías y descendientes de judíos, de cualquier corriente o denominación, fuera del moderno Estado de Israel.
En términos de la Biblia hebrea, el vocablo «exilio» indica el destino de los israelitas que fueron llevados al exilio del Reino de Israel durante el siglo VIII a. C., y del Reino de Judá durante el siglo VI a. C. Durante el exilio, los israelitas procedentes de Judá empezaron a ser conocidos por su gentilicio: «judíos». Mordejái el judío, en el Libro de Ester, es la primera mención bíblica del vocablo.
El primer exilio fue el exilio asirio, la expulsión del Reino de Israel (Samaria) por Tiglatpileser III de Asiria en el 733 a. C., y su finalización por Sargón II con la destrucción del reino en el 722 a. C., después del final del asedio de tres años que Salmanasar V comenzó en Samaria. Continuó con el exilio de una parte de la población del Reino de Judá en el año 597 a. C. con el exilio babilónico. El exilio en Babilonia terminó después de 70 años con la declaración de Ciro de que a los judíos exiliados se les permitiría regresar a Jerusalén y construir el Segundo Templo en Yehud Medinata, una provincia autónoma del Imperio aqueménida.
Tras el asedio de Jerusalén en el año 63 a. C., el reino Hasmoneo se convirtió en un protectorado de Roma, y en el 6 d. C. se organizó como la provincia romana de Judea. Los judíos se rebelaron contra el Imperio Romano en el año 66 d. C. durante el período conocido como la primera guerra judeo-romana, que culminó con la destrucción de Jerusalén en el año 70. Durante el asedio, los romanos destruyeron el Segundo Templo y la mayor parte de Jerusalén. Este suceso marcó el inicio del exilio romano, también llamado exilio Edom. Jerarcas judíos fueron exiliados, asesinados o vendidos como esclavos.
En el 132 d. C., los Judíos bajo el mando de Bar Kojba se rebelaron contra Adriano. En el 135 d. C., el ejército de Adriano derrotó a los ejércitos judíos y la independencia judía se perdió. Como castigo Adriano cambió el nombre de Jerusalén a Aelia Capitolina, la convirtió en una ciudad pagana y prohibió a los judíos vivir allí. Judea y Samaria pasó a llamarse Siria Palestina.
A lo largo de gran parte de la historia judía, la mayoría de los judíos vivieron en la diáspora.

## Orígenes del término
La palabra griega διασπορά, diasporá («dispersión») aparece en la traducción griega antigua del Antiguo Testamento conocida como la Septuaginta: ἔση διασπορὰ ἐν πάσαις βασιλείαις τῆς γῆς (serás una diáspora (o dispersión) en todos los reinos de la tierra) (Deuteronomio xxviii: 25). En el Talmud y la literatura rabínica post-talmúdica, este fenómeno se conoce como galut (exilio), un término con connotaciones muy negativas, a menudo en contraste con geula (redención). El concepto hebreo moderno de Tefutzot תפוצות, «dispersos», fue presentado en 1930 por el académico judío sionista estadounidense Simon Rawidowicz, [3], que hasta cierto punto abogó por la aceptación de la presencia judía fuera de la Tierra de Israel como una realidad moderna y una inevitabilidad. El vocablo griego para la diáspora (διασπορά) también aparece tres veces en el Nuevo Testamento, donde se refiere a la dispersión de Israel, es decir, las diez tribus del norte de Israel en comparación con el Reino del Sur de Judá, aunque Santiago (1: 1) se refiere a la dispersión de las doce tribus.

## Diáspora prerromana
En el año 722 a. C., los asirios, bajo el mando de Sargón II, sucesor de Salmanasar V, conquistó el reino de Israel, y muchos israelitas fueron deportados a la Mesopotamia.
Después de la caída del reino de Judá en el año 586 a. C. por Nabucodonosor II de Babilonia (ver Cautiverio de Babilonia) y la deportación de una parte considerable de sus habitantes a Mesopotamia, los judíos tenían dos principales centros culturales: Babilonia y la tierra de Israel.
Aunque la mayor parte del pueblo judío en este período, especialmente las familias adineradas, se encontraban en Babilonia, la existencia que llevaban allí, bajo las reglas sucesivas de los aqueménidas, los seléucidas, los partos y los sasánidas, era oscura y carente de la influencia política. Los más pobres pero más ferviente de los exiliados regresaron a Judá / la Tierra de Israel durante el reinado de los aqueménidas. Allí, con el templo reconstruido en Jerusalén como su centro, se organizaron en una comunidad animada por un ardor religioso notable y un apego tenaz a la Torá como el foco de su identidad. Como este pequeño núcleo aumentó en número con la adhesión de los reclutas de distintos sectores, se despertó a la conciencia de sí mismo, y se esforzó una vez más por la independencia nacional y la emancipación política y la soberanía.
Después de numerosas vicisitudes, y sobre todo a causa de disensiones internas en la dinastía seléucida, por un lado, y al apoyo interesado del imperio prerromano, la República Romana pre-autocrática por el otro, la causa de la independencia judía finalmente triunfó. Bajo los príncipes asmoneos, que eran primero sumos sacerdotes y luego reyes, el Estado judío mostró incluso un cierto lustre y anexó varios territorios. Pronto, sin embargo, la discordia en la familia real y la creciente desafección de los piadosos, el alma de la nación, hacia los gobernantes quienes ya no se evidenciaban ninguna apreciación hacia las aspiraciones reales de sus cargos, hizo de la nación judía una presa fácil de la ambición de la empresa cada vez más autocrática e imperial de los romanos, los sucesores de los seléucidas. En el 63 a. C. Pompeyo invadió Jerusalén, los judíos perdieron su soberanía y la independencia política, y Gabinio sometió al pueblo judío al tributo.

### Primeras poblaciones de la diáspora
Ya a mediados del siglo II a. C. el autor judío del tercer libro de la Oracula Sibyllina se dirigió al «pueblo elegido», diciendo: «Cada tierra está llena de ti y todos los mares». Los más diversos testigos, como Estrabón, Filón, Séneca, Lucas (el autor de los Hechos de los Apóstoles), Cicerón, y Josefo, todos mencionan poblaciones judías en las ciudades de la cuenca mediterránea. El Rey Agripa I, en una carta a Calígula, enumera entre las provincias de la diáspora judía casi todos los países helenizados y no helenizados de Oriente. Esta enumeración estaba lejos de estar completa ya que no estaban incluidas Italia y Cirene. Los descubrimientos epigráficos de año a año aumentan el número de comunidades judías conocidas, pero deben tomarse con cautela debido a la falta de evidencia precisa de su número. De acuerdo con el antiguo historiador judío Josefo, la siguiente población judía más densa después de la Tierra de Israel y Babilonia estaba en Siria, en particular en Antioquía y Damasco, donde entre 10.000 y 18.000 judíos fueron masacrados durante la gran insurrección. El antiguo filósofo judío Filón da el número de habitantes judíos en Egipto como un millón, una octava parte de la población. Alejandría fue, por mucho, la más importante de las comunidades judías egipcias. Los judíos en la diáspora egipcia estaban a la par con sus homólogos ptolemaicos y mantenían estrechos vínculos con Jerusalén. Al igual que en otras diásporas helenísticas, la diáspora egipcia fue por elección, no por imposición.
A juzgar por los relatos de masacres en 115 antes de nuestra era, el número de residentes judíos en Cirenaica, Chipre, y Mesopotamia también era grande. Al comienzo del reinado de César Augusto, había más de 7.000 judíos en Roma (aunque esto sólo es el número que se dice que acompañó a los enviados que llegaron a exigir la deposición de Arquelao; comparación: Bringmann: Klaus: Geschichte der Juden im Altertum, Stuttgart 2005, S. 202. Bringmann habla de 8.000 judíos que vivían en la ciudad de Roma). Muchas fuentes dicen que los judíos constituían una sola décima parte (10 %) de la población de la antigua ciudad de Roma. Por último, si las sumas confiscadas por el gobernador Lucio Valerio Flaco en el año 62/61 a. C. representado en el impuesto de un didracma por cabeza para un solo año, implicaría que la población judía de Asia Menor era de 45.000 varones adultos, para un total de al menos 180.000 personas
"No hay fecha u origen que se puedan asignar a los numerosos asentamientos judíos finalmente conocidos en Occidente. Mientras que algunos estaban sin duda fundados (y muchos sin duda mucho mayor), como resultado de la dispersión de Judea de la Tierra de Israel y su expulsión de Jerusalén después de la revuelta de los años 66-70 d. C. (la primera guerra judeo-romana, conocida también como la gran revuelta judía) y la revuelta de los años 132-135 (la segunda guerra judeo-romana, conocida como la rebelión de Bar Kojba), también se sabe que había ya muchos judíos fuera de la Tierra de Israel antes de la opresión imperial romana y ante los levantamientos judíos por la independencia y la libertad de la dominación romana en su tierra natal, y como fueron aplastados sus levantamientos, es razonable conjeturar que muchos, como el asentamiento en Pozzuoli atestiguado en el año 4 a.C., volvieran a la (pre-Imperio Romano) República Romana tardía o al comienzo del Imperio y se originaran en la emigración voluntaria y el atractivo de la industria y el comercio ".

## Destrucción romana de Judea

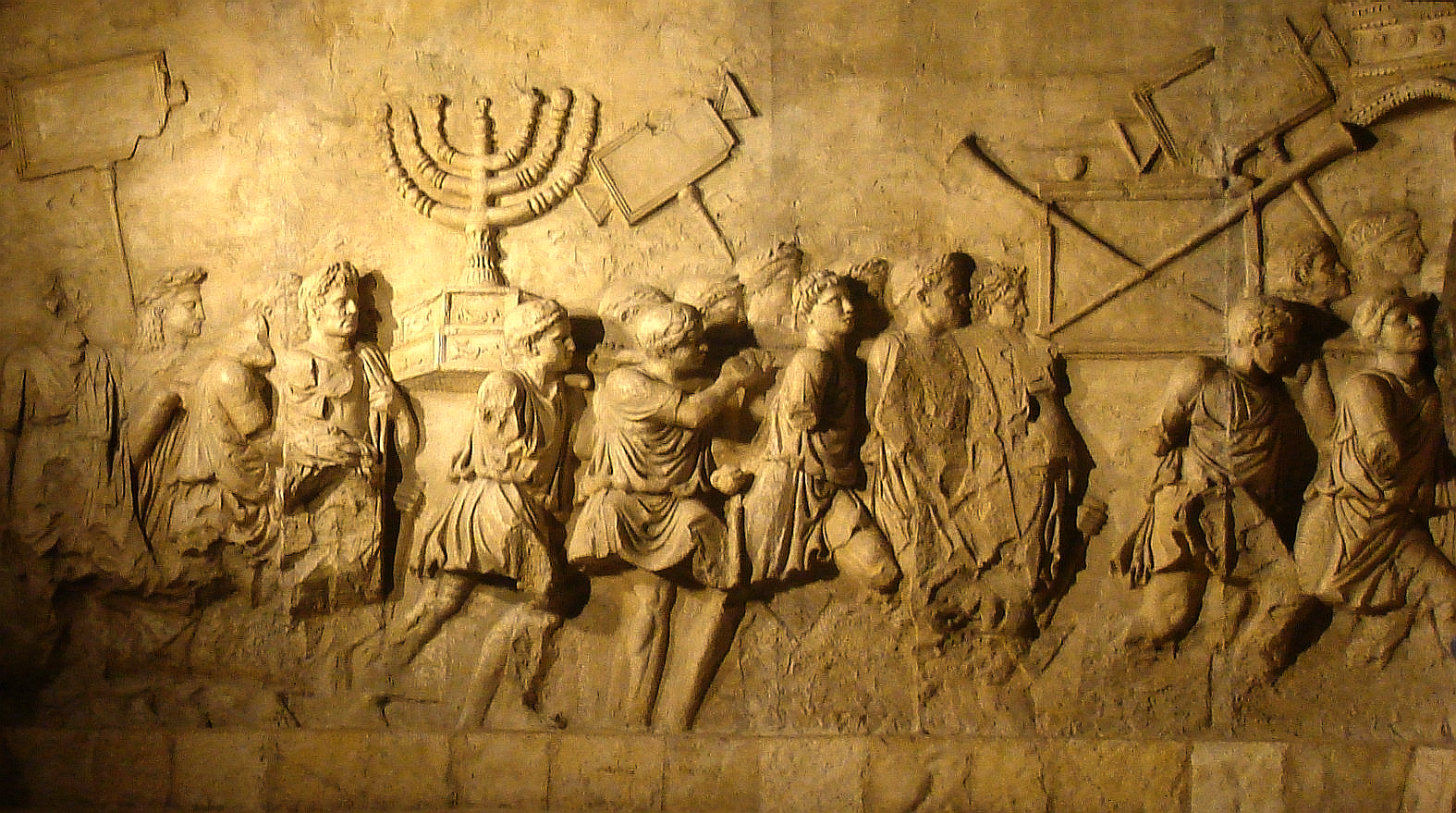
En Roma, el Arco de Tito sigue en pie, representa el desfile triunfal de los soldados romanos que se alejan de los judíos recientemente esclavizados, ya que muestran los objetos del Templo que robaron de ellos en el saqueo de Jerusalén y celebran "Judea Capta" - que "Judea está esclavizada / conquistada".

La dominación romana, que comenzó en el año 63 antes de nuestra era, continuó hasta que una revuelta entre el 66-70 d. C., un levantamiento judío para luchar por la independencia, fue finalmente aplastado después de cuatro años, y que culminó con la captura de Jerusalén y la quema y destrucción del Templo, el centro de la vida nacional y religiosa de los judíos en todo el mundo. Jerusalén también fue destruida.
La diáspora judía en el momento de la destrucción del Templo, según Josefo, estaba en Partia (Persia), Babilonia (Irak), Arabia, así como algunos judíos más allá del Éufrates y en Adiabene (Kurdistán). En las propias palabras de Josefo, él había informado a "los más remotos árabes" sobre la destrucción.
Cuándo exactamente empezó el antijudaísmo romano es una cuestión de debate académico, sin embargo el historiador H.H. Ben-Sasson ha propuesto que la "Crisis bajo Calígula" (37-41) fue la "primera ruptura abierta entre Roma y los judíos".
La completa destrucción de Jerusalén y el asentamiento de varias colonias griegas y romanas en Judá / Judea y en la Tierra de Israel (y el cambio de su nombre por el de Palestina y del nombre de Jerusalén a Aelia Capitolina), indica la intención del gobierno romano para evitar la regeneración política de la nación judía y cortar la conexión a su patria. Sin embargo, cuarenta años más tarde, los judíos hacen esfuerzos para recuperar su antigua libertad. Con Israel agotado, se esforzaron por establecer mancomunidades en las ruinas del helenismo en Cirene, Chipre, Egipto y Mesopotamia. Estos esfuerzos fueron suprimidos por Trajano (115-117 d. C), y bajo el emperador Adriano la misma suerte corrió el intento de los judíos de Israel en un nuevo levantamiento de recuperar su independencia (133-135 d. C). A partir de este momento, a pesar de los movimientos sin importancia bajo Antonino, Marco Aurelio, y Severo, los judíos, reducidos en número, indigentes, y discriminados, perdieron su preponderancia en su propia patria. Jerusalén se había convertido, bajo el nombre de "Aelia Capitolina", en una colonia romana y en una ciudad enteramente pagana. A los judíos se les prohibió la entrada bajo pena de muerte, a excepción del día de Tisha b'Av. Sin embargo, a pesar del decreto, ha habido una presencia judía casi continua en Jerusalén durante 3.300 años, y 43 comunidades judías en Israel permanecieron en el siglo VI: 12 en la costa, en el desierto de Negev, y al este del Jordán, y 31 pueblos en Galilea (en Tierra del norte de Israel) y en el Valle del Jordán. Yavne en la llanura costera, asociado con Yohanan ben Zakai, fue un importante centro del judaísmo rabínico.

## Dispersión de los judíos en el Imperio romano
Siguiendo a la revuelta del primer siglo y la de Simón bar Kojba en el segundo, la destrucción de Judea ejerció una influencia decisiva sobre el pueblo judío disperso por todo el mundo. Uno de los cambios más significativos fue el desplazamiento del centro de la autoridad religiosa de los sacerdotes del templo a los rabinos.
Muchos judíos entraron en la diáspora como esclavos después de la destrucción del Templo en el año 70 y 135 de la era cristiana. Aunque hay escasa evidencia acerca de las comunidades judías de la diáspora hasta el siglo IV, muchas de estas poblaciones de esclavos pueden haber servido de base para las comunidades judeo-europeas posteriores.
Mientras que la mayoría de los judíos vivían fuera de Judea en lugar de en ella, ya mucho antes de la destrucción del Templo, la mayoría de los judíos ya estaban viviendo en la diáspora con tal vez hasta un millón en Alejandría, por ejemplo,-los romanos no distinguían entre judíos dentro y fuera de la Tierra de Israel / Judea. Recogían un impuesto anual por el templo, tratando de este modo a todos los judíos como un grupo étnico-nacional distinto. Las revueltas y la supresión de las comunidades en Egipto, Libia y Creta en 115-117 d. C. probablemente diezmaron a la población judía de la Diáspora.
Después de la rebelión de Bar Kojba 132-135 d. C los romanos comenzaron con las ejecuciones en masa y la esclavitud, y destruyeron un gran número de ciudades de Judea, prohibieron a los judíos establecerse en Jerusalén o en sus alrededores (Dión Casio, Historia romana 69,12-14); ya no había gobierno judío ni el sistema legal general que había hasta entonces en Judea; esto convirtió a los judíos de la diáspora en un pueblo en el exilio permanente sin patria nacional. Las restricciones puestas (impuestos, discriminación, exclusiones sociales) alienaron y marginaron a los judíos que habían quedado en el Negev y Galilea y se favoreció el asentamiento de la cultura pagana sirio-fenicia y otras. Fue en este momento cuando Judea se empezó a conocer como Siria Palestina. El nombre refleja la matanza a gran escala de judíos durante la represión de la segunda rebelión judía, y la política romana, primero pagana, y luego cristiana, de enajenar a los judíos de la Tierra de Israel y Judea, asegurando que ningún templo judío, Jerusalén o Estado, jamás volvieran a existir.
Después de este fallido levantamiento judío la mayoría de los judíos palestinos fueron vendidos como esclavos, asesinados o forzados a buscar refugio fuera de Palestina. Además Adriano animó a los no judíos a asentarse en esas tierras. Aunque los judíos mantuvieron su presencia en Palestina, se volvieron un pueblo cuasi eliminado y disperso.
El concepto del pueblo judío en el exilio entró al pensamiento y discurso normativo medieval judío, cristiano e islámico. Muhammad se dirigió a los judíos de La Meca y Medina como si hubieran sido dos veces expulsados de la tierra de Judea por los siervos de Dios, como un castigo por su rechazo a Jesús y a los profetas.[cita requerida]
La creencia popular generalizada de que hubo una expulsión repentina de judíos de Palestina en el año 70 o 135 d. C. que llevó a la creación de la diáspora no es correcta. El concepto de exilio judío de Palestina es insignificante en las discusiones históricas judías serias. La diáspora es un proceso que se ha producido durante siglos, que comienza con la destrucción asiria de Israel, la destrucción babilónica de Judá, la destrucción romana de Judea, y el estado posterior de cristianos y musulmanes. Después de la revuelta, el centro religioso judío pasó a la comunidad judía de Babilonia y sus estudiosos. La destrucción del Segundo Templo fue la responsable de un cambio radical en la autopercepción judía comunitaria y de su lugar en el mundo. Para las generaciones subsecuentes al suceso llegó a representar una visión fundamental acerca de los judíos que se iban a convertir en un pueblo exiliado y perseguido durante gran parte de su historia.
Según Israel Yuval la cautividad babilónica creó una promesa de retorno en la conciencia judía que tuvo el efecto de aumentar la autopercepción judía del exilio después de la destrucción del Segundo Templo, aunque su dispersión se debió a una serie de factores ajenos al exilio.

## Poblaciones judías post-Roma
Durante la Edad Media, debido a la creciente dispersión geográfica y el reasentamiento, los judíos se dividieron en grupos regionales distintos que hoy se tratan generalmente de acuerdo con dos agrupaciones geográficas principales: los judíos asquenazíes del Norte y Este de Europa, y los judíos sefardíes de Iberia (España y Portugal), el norte de África y Oriente Medio. Estos grupos tienen historias paralelas que comparten muchas similitudes culturales, así como una serie de masacres, persecuciones y expulsiones, como la expulsión de España en 1492, la expulsión de Inglaterra en 1290, y la expulsión de los países árabes entre 1948 hasta 1973. Aunque las dos ramas comprenden muchas prácticas únicas etnoculturales y tienen relación con sus poblaciones locales de acogida (como los europeos del sur de los asquenazíes y los hispanos y los árabes de los sefardíes), su religión compartida y ascendencia, así como su comunicación continua y transferencias de población, ha sido responsable de un sentido unificado de la identidad judía cultural y religiosa entre sefardíes y asquenazíes de la época romana tardía hasta el presente.
En 1764 había alrededor de 750 000 judíos en la Mancomunidad polaco-lituana. La población judía en todo el mundo (que comprende el Medio Oriente y el resto de Europa) se estimó en 1,2 millones.

### Periodo clásico: judíos y samaritanos
Los judíos (en hebreo: יְהוּדִים, yehudim), también conocidos como el pueblo judío, son un grupo étnico-religioso que traza sus orígenes principalmente a los antiguos israelitas del Levante, así como otros pueblos / poblaciones contribuyentes. Los samaritanos se consideran la población restante del Reino del Norte de Israel que no fueron expulsados durante el exilio de las diez tribus y que se unieron a las poblaciones asirias entrantes para formar la comunidad samaritana. Algunos eruditos bíblicos consideran también que partes de la población de Judea se habían quedado a vivir en sus hogares durante el período del exilio y más tarde se unieron a los israelitas que regresaban de Babilonia y formaron las poblaciones judías de la época clásica y asmonea.
Después de la conquista persa de Babilonia en 539 a. C. Judá (en hebreo: יְהוּדָה Yehuda) se convirtió en una provincia del Imperio persa. Este estado continuó hasta el siguiente período helenístico, cuando se convirtió en una provincia en disputa de ptolemaico de Egipto y seléucida de Siria. En la primera parte del siglo II a. C. una revuelta contra los seléucidas llevó al establecimiento de un reino judío independiente bajo la dinastía asmonea. Los asmoneos adoptaron una política deliberada de imitación y reconstitución del reino davídico y como parte de esta convirtieron por la fuerza al judaísmo a sus vecinos en la Tierra de Israel. Las conversiones incluyen nabateos (zabadeos) e Itureos, los pueblos de las antiguas ciudades de los filisteos, los moabitas, amonitas y edomitas. También se intentó incorporar a los samaritanos, a raíz de la toma de posesión de Samaria. El éxito de los medios de conversiones es sin embargo cuestionable, ya que la mayoría de los grupos conservaron sus separaciones tribales y en su mayoría se volvieron helenísticos o cristianos, los edomitas siendo quizás la única excepción al fundirse en la sociedad judía bajo la dinastía herodiana y en el siguiente período de guerras judeo-romanas. Si bien hay algunas referencias que mantienen la separación tribal entre los israelitas durante el período asmoneo, la posición dominante de la tribu de Judá, así como las políticas nacionalistas de los asmoneos se refieren a los residentes de Judea como Judíos prácticamente borró la distinción tribal, con la excepción de las órdenes sacerdotales de levitas y Cohanim (tribu de Leví).
La comunidad judía de Babilonia, aunque mantuvo lazos permanentes con los reinos herodianos asmoneos, más tarde se convirtió en una comunidad judía independiente, que durante el período talmúdico monto sus propias prácticas, el Talmud de Babilonia, un poco diferente del Talmud de Jerusalén. La judería babilónica es considerada como el precursor de la mayoría de las comunidades judías mizrajíes.

### Edad Media

#### Judíos asquenazíes
Asquenazí (de la palabra hebrea medieval «Alemania», como en la época medieval algunos creían que los pueblos germánicos descendientes del hijo de Gomer: Askenaz, mientras que otros judíos colocan a todos los europeos como los descendientes de los edomitas bíblicos, una tribu hebrea que bordeaba a los antiguos israelitas en el Levante) es una categoría general de las poblaciones judías que inmigraron a lo que hoy es Alemania y noreste de Francia durante la Edad Media y hasta los tiempos modernos se adhieren a la «cultura yidis» y al estilo de la «oración asquenazí». Hay evidencia de que los grupos de judíos habían emigrado a Alemania durante la época romana; probablemente eran comerciantes que siguieron a las legiones romanas durante sus conquistas. En mayor grado, los modernos judíos asquenazíes son los descendientes de aquellos judíos que emigraron hacia el norte de Francia y Alemania alrededor del 800 al 1000 d. C. después de migrar a Europa del Este. Muchos judíos asquenazíes también han mezclado orígenes sefardíes, como resultado de exiliados de España, primero durante las persecuciones islámicas (siglos XI y XII a. C.) y más tarde durante la Reconquista cristiana (siglos VIII - XV a. C.) y la Inquisición española (siglos XV y XVI). En este sentido, el término moderno «asquenazí» se refiere a un subconjunto de las prácticas religiosas judías, adoptado con el tiempo, en lugar de a una estricta división étnico-geográfica, que llegó a ser borrada con el tiempo.
En 2006, un estudio realizado por Doron Behar y Karl Skorecki del Technion y Ramban Medical Center en Haifa, Israel, demostró que la gran mayoría de los judíos asquenazíes, tanto hombres como mujeres, tienen ascendencia de Medio Oriente. De acuerdo con Nicholas Wade '2010 estudio autosómico' los judíos asquenazíes comparten un ancestro común con otros grupos judíos, asquenazíes y sefardíes tienen ascendencia más o menos del 30 % de Europa siendo el resto de Medio Oriente. De acuerdo con Hammer, la población asquenazí aumentó a través de una serie de situaciones de «cuello de botella» -que aprietan una población a un número pequeño- tal vez, ya que emigraron desde el Oriente Medio después de la destrucción del Segundo Templo en el año 70, a Italia, alcanzando el valle del Rin en el siglo X.
Sin embargo, el Dr. David Goldstein, genetista de la Universidad Duke y director del Centro Duke para las variaciones del genoma humano, ha señalado que el trabajo del equipo del Technion y Ramban solo sirvió para confirmar que la deriva genética juega un papel importante en la conformación del ADN mitocondrial asquenazí, explicando que los estudios Technion y Ramban ADNmt no logran establecer realmente un vínculo estadísticamente significativo entre los judíos modernos y las históricas poblaciones de Oriente Medio. Esto difiere del caso patrilineal, donde el Dr. Goldstein dijo que no hay duda de un origen de Oriente Medio.
En junio de 2010, Behar et al. «muestra que la mayoría de las muestras de judíos forman un subgrupo muy estrecho con origen genético común, que se superpone a drusos y muestras chipriotas pero no muestras de otras poblaciones levantinas o pareadas poblaciones de acogida de la diáspora. Por el contrario, los judíos de Etiopía (Beta Israel) y los judíos indios (Bene Israel y Cochini) se agrupan con las poblaciones autóctonas vecinas de Etiopía y el oeste de la India, respectivamente, a pesar de un vínculo paterno claro entre el Bene Israel y el Levante». "La explicación más parsimoniosa para estas observaciones es un origen genético común, lo que es consistente con una formulación histórica del pueblo judío como descendiente del antiguo hebreo y residentes de Israel del Levante". En conclusión, los autores están señalando que los resultados genéticos son concordantes "con la dispersión del pueblo del antiguo Israel en todo el Viejo Mundo". En cuanto a las muestras que utilizó Behar señala que "Nuestra conclusión favoreciendo ascendencia común (del pueblo judío) sobre la reciente mezcla se ve apoyada por el hecho de que la muestra contiene individuos que no son conocidos por ser mezclado en las últimas una o dos generaciones".
Un estudio en 2013 del ADN mitocondrial asquenazí por Costa et al., llegó a la conclusión de que «los cuatro principales fundadores de sexo femenino y la mayoría de los fundadores menores mujeres tenían ascendencia en la Europa prehistórica, en lugar de Oriente Próximo o el Cáucaso. Según el estudio estos hallazgos apuntan a un papel importante para la conversión de las mujeres en la formación de comunidades de asquenazí».

Un estudio realizado por Haber et al., (2013) señaló que si bien los estudios previos del Levante, que se había centrado principalmente en las poblaciones judías de la diáspora, mostró que los "judíos forman un grupo distintivo en el Medio Oriente", estos estudios no dejan claro "si los factores que impulsan esta estructura también implicarían a otros grupos en el Levante". Los autores encontraron una fuerte evidencia de que las poblaciones modernas del Levante descienden de dos importantes poblaciones ancestrales aparentes. Un conjunto de características genéticas que se comparten hoy en día con los europeos y Asia Central es más prominente en el Levante, entre "los libaneses, armenios, chipriotas, drusos y judíos, así como los turcos, iraníes y poblaciones caucásicas". El segundo conjunto de características genéticas heredadas se comparte con las poblaciones en otras partes del Medio Oriente, así como algunas poblaciones africanas. Poblaciones del Levante en esta categoría incluyen "palestinos, jordanos, sirios, así como los norteafricanos, etíopes, saudíes, y beduinos". Con respecto a este segundo componente de la ascendencia, los autores comentan que si bien se correlaciona con "el patrón de la expansión islámica" y que "una expansión preislámica del Levante era genéticamente más similar a los europeos que a los habitantes de Oriente Medio", también dicen que "su presencia en los cristianos libaneses, sefardíes y judíos asquenazíes, chipriotas y armenios podría sugerir que su propagación al Levante también puede representar un acaecimiento anterior ". Los autores también encontraron una fuerte correlación entre la religión y la aparente ascendencia en el Levante: 
"todos los Judíos (sefardíes y asquenazíes) se agrupan en una rama; drusos del Monte Líbano y drusos del Monte Carmelo se representan en una rama privada; y cristianos libaneses forman una rama privada con las poblaciones cristianas de Armenia y Chipre colocando a los musulmanes libaneses como un grupo externo. Las poblaciones predominantemente musulmanas de sirios, palestinos y jordanos se agrupan en ramas con otras poblaciones musulmanas tan distantes como Marruecos y Yemen ".
 Otro estudio de 2013, realizado por Doron Behar M. del Centro Médico Rambam en Israel y otros, sugiere que: "En conjunto, nuestros análisis apuntan fuertemente a la ascendencia de los judíos asquenazíes principalmente de las poblaciones de Europa y Oriente Medio y no de poblaciones en o cerca de la región del Cáucaso. el conjunto combinado de enfoques de las observaciones sobre la cercanía de los asquenazíes a poblaciones de Europa y Oriente Medio en la estructura poblacional reflejan la proximidad real genética de judíos asquenazíes a las poblaciones con componentes de ascendencia predominantemente de Europa y Oriente Medio, y la falta de introgresión visible desde la región de la comunidad Khazar Khaganate -sobre todo entre los del norte del Volga y el Cáucaso Norte- en las poblaciones en el Askenazi".

#### Judíos sefardíes
Los sefardíes son judíos cuyos antepasados vivieron en la península ibérica. Unos 300 000 judíos residían en el Reino de  Castilla y en el Reino de Aragón antes de la Inquisición española y portuguesa en el siglo XV, cuando los Reyes Católicos completaron la conquista de los territorios de al-Ándalus y ordenaron a los judíos convertirse al catolicismo, abandonar el país o ser ejecutados. Los judíos fueron expulsados en 1492 a raíz del decreto de Alhambra. En 1496 y 1498 se produjo la expulsión judía del Reino de Portugal y del Reino de Navarra. Los judíos sefarditas emigraron al norte de África (Sultanato saadí), a la Europa cristiana (Países Bajos, a partir de 1657 a la Mancomunidad de Inglaterra ya que antes regía el Edicto de expulsión de 1290 y Polonia), a todo el Imperio otomano. En este imperio, los sefardíes se establecieron principalmente en la parte europea, sobre todo en las grandes ciudades como: Estambul, Selanik y Bursa. Selanik, que se conoce hoy como Salónica y se encuentra en la actual Grecia, tenía una comunidad sefardí grande y floreciente como era la comunidad de judíos de Malta.
Además hubo judíos que se establecieron en la República de Venecia (Gueto de Venecia) y el Condado Venaissin (Judíos comtadinos).
Una gran población de refugiados sefardíes que huyeron a través de los Países Bajos como marranos se instaló en Hamburgo y Altona, Alemania, a principios del siglo XVI, con el tiempo incluyendo rituales judíos asquenazíes en su práctica religiosa. Una figura famosa de la población sefardí asquenazí es Glückel von Hameln. Algunos se trasladaron a los Estados Unidos, estableciendo la primera comunidad judía organizada del país y erigiendo la primera sinagoga de los Estados Unidos. Otros sefardíes permanecieron en España y Portugal como anusim (conversos forzados al catolicismo), que también sería el destino de los que habían emigrado a América Latina, controlada por España y Portugal. Los judíos sefarditas evolucionaron para formar la mayor parte de las comunidades judías del norte de África de la era moderna, así como la mayor parte de los turcos, de Galilea, sirios y de Jerusalén de la época otomana.

#### Judíos mizrajíes
Los mizrajíes son judíos descendientes de las comunidades judías de Oriente Medio, Asia Central y el Cáucaso, en gran parte procedentes de la judería babilónica del período clásico. El término «mizrají» se utiliza en Israel en el lenguaje de la política, los medios y algunos científicos sociales para judíos desde el mundo árabe y los países limítrofes, principalmente de mayoría musulmana. La definición de mizrají incluye a los modernos judíos iraquíes, judíos sirios, judíos libaneses, judíos persas, judíos afganos, judíos de Bujará, judíos kurdos, judíos de Montaña, judíos georgianos. Algunos también incluyen las comunidades sefardíes del norte de África y judíos yemenitas bajo la definición de mizrají, pero lo hacen desde la generalización política en lugar de por razones ancestrales.

#### Judíos yemenitas
Los temanim son judíos que vivían en Yemen antes de emigrar a la Palestina otomana e Israel. Su aislamiento geográfico y social del resto de la comunidad judía en el transcurso de muchos siglos les permitió desarrollar una liturgia y un conjunto de prácticas que son significativamente diferentes de los de otros grupos judíos orientales; ellos mismos comprenden tres grupos claramente diferentes, aunque la distinción es una de la ley religiosa y la liturgia y no de la etnicidad. Tradicionalmente, la génesis de la comunidad judía yemenita se produjo después del exilio en Babilonia, aunque la comunidad más probablemente surgió en la época de los romanos, y se reforzó significativamente durante el reinado de Dhu Nuwas en el siglo VI d. C. y conquistas musulmanas posteriores en el siglo VII d. C., que condujo a las tribus judías árabes hacia fuera de Arabia central.

#### Judíos karaítas
Los karaim son judíos que durante la Edad Media solían vivir sobre todo en Egipto, Irak y Crimea. Se distinguen por la forma de judaísmo que observan. Judíos rabínicos de diferentes comunidades se han afiliado a la comunidad karaíta a lo largo de los milenios. Como tal, judíos karaítas son menos una división étnica, de lo que son miembros de una rama particular del judaísmo. El judaísmo karaíta reconoce el Tanaj como la autoridad religiosa única del pueblo judío. Principios lingüísticos y exégesis contextual se utilizan para llegar al significado correcto de la Torá. Los judíos karaítas se esfuerzan por cumplir con el entendimiento común o más obvio del texto al interpretar el Tanaj. Por el contrario, el judaísmo rabínico que se refiere a la Ley Oral (codificado y registrado en la Mishná y el Talmud) como igualmente obligatoria para judíos, y el mandato de Dios. En el judaísmo rabínico, la Ley Oral es la base de la religión, la moralidad y la vida judía. Los Judíos karaítas se basan en el uso del razonamiento del sonido y la aplicación de herramientas lingüísticas para determinar el significado correcto del Tanaj; mientras que el judaísmo rabínico mira hacia la ley oral codificada en el Talmud, para proporcionar a la comunidad judía con una comprensión exacta de las Escrituras Hebreas.
Las diferencias entre los karaítas y el judaísmo rabínico se remontan a más de mil años. El judaísmo rabínico se origina a partir de los fariseos de la época del Segundo Templo. El judaísmo karaíta puede tener sus orígenes en los saduceos de la misma época. Los judíos karaítas sostienen que toda la Biblia hebrea es una autoridad religiosa. Como tal, la gran mayoría de los karaítas creen en la resurrección de los muertos. Los judíos karaítas son ampliamente considerados como halájicamente judíos por el rabinato ortodoxo. Del mismo modo, los miembros de la comunidad rabínica se consideran judíos por el Moetzet Hakhamim, si son patrilinealmente judíos.[cita requerida]

### Edad Moderna

#### Judíos israelíes
Los judíos de Israel comprenden una amplia gama cada vez más mezclada de las comunidades judías que hacen aliyá desde Europa, norte de África y Oriente Medio, entre otros lugares. Mientras que una parte significativa de los judíos israelíes aún conservan recuerdos de sus orígenes sefardí, asquenazí y mizrají, los matrimonios mixtos entre judíos de distintas comunidades son muy comunes. También hay pequeños grupos de judíos yemenitas, judíos de India y otros, que todavía conservan una vida comunal semiindependiente. Asimismo hay unos 50 000 adherentes al judaísmo caraíta, la mayoría de los cuales viven en Israel, pero el número exacto no se conoce, ya que la mayoría de los caraítas no han participado en ningún censo religioso. La Beta Israel, aunque algo disputados como descendientes de los antiguos israelitas, son ampliamente reconocidos en Israel como judíos etíopes.

#### Judíos estadounidenses

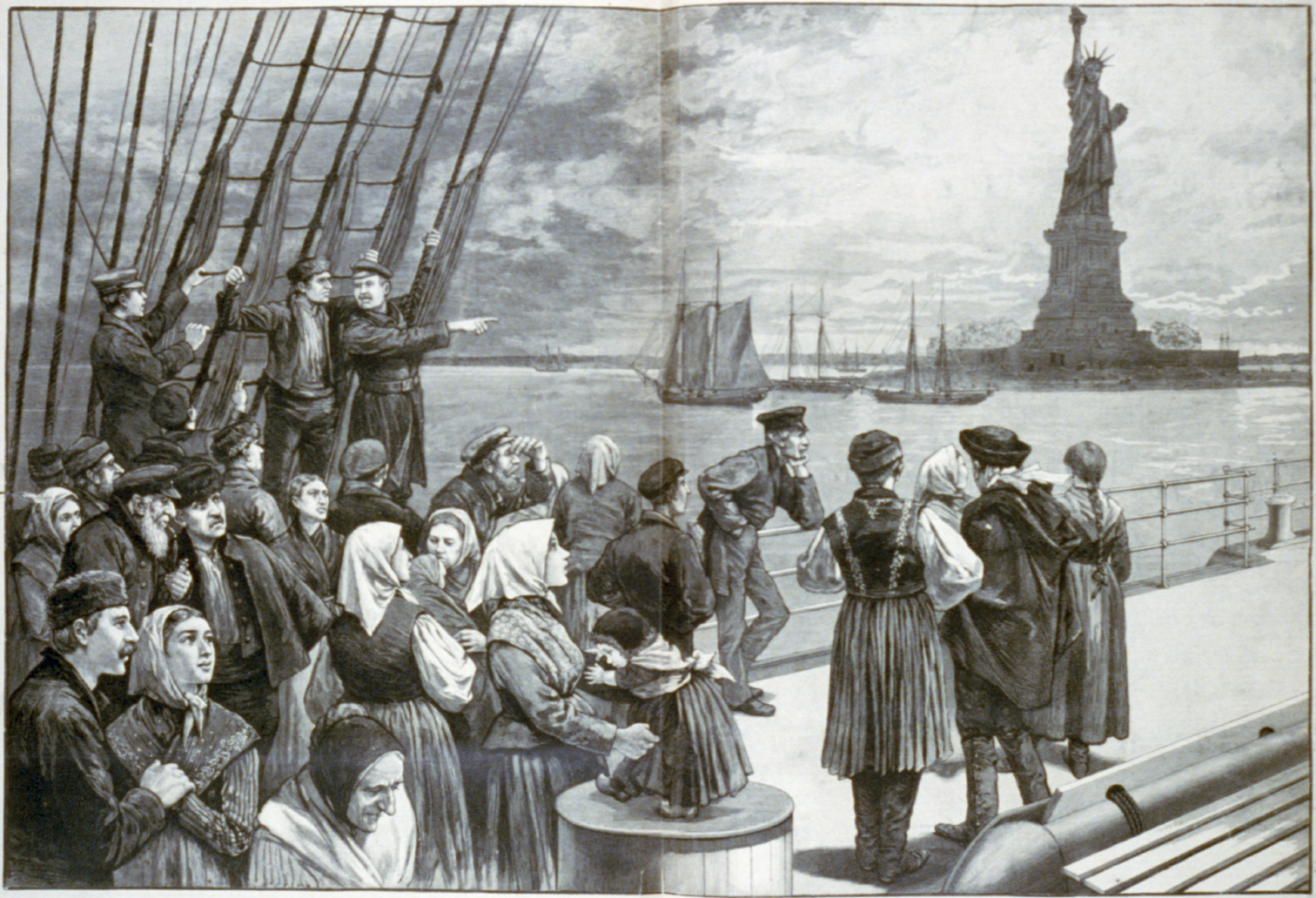
Judíos europeos emigrantes llegando a Nueva York

La ascendencia de la mayoría de los judíos de los Estados Unidos se remonta a comunidades asquenazíes que emigraron en el curso de los siglos XIX y XX, así como los flujos más recientes de persa y otros inmigrantes judíos mizrajíes. La comunidad judía estadounidense se considera que contiene el mayor porcentaje de matrimonios mixtos entre judíos y no judíos, lo que resulta en tanto el aumento de la asimilación y una afluencia significativa de los no-judíos a quedar identificado como judíos. La práctica más extendida en los EE. UU. es el judaísmo reformista, no requiere o ve a los judíos como descendientes directos de los judíos étnicos o israelitas bíblicos, sino más bien partidarios de la fe judía en su versión reformista, en contraste con el judaísmo ortodoxo, la práctica corriente en Israel, que considera a los judíos como una comunidad étnico-religiosa cerrada con procedimientos muy estrictos para la conversión.

#### Judíos franceses

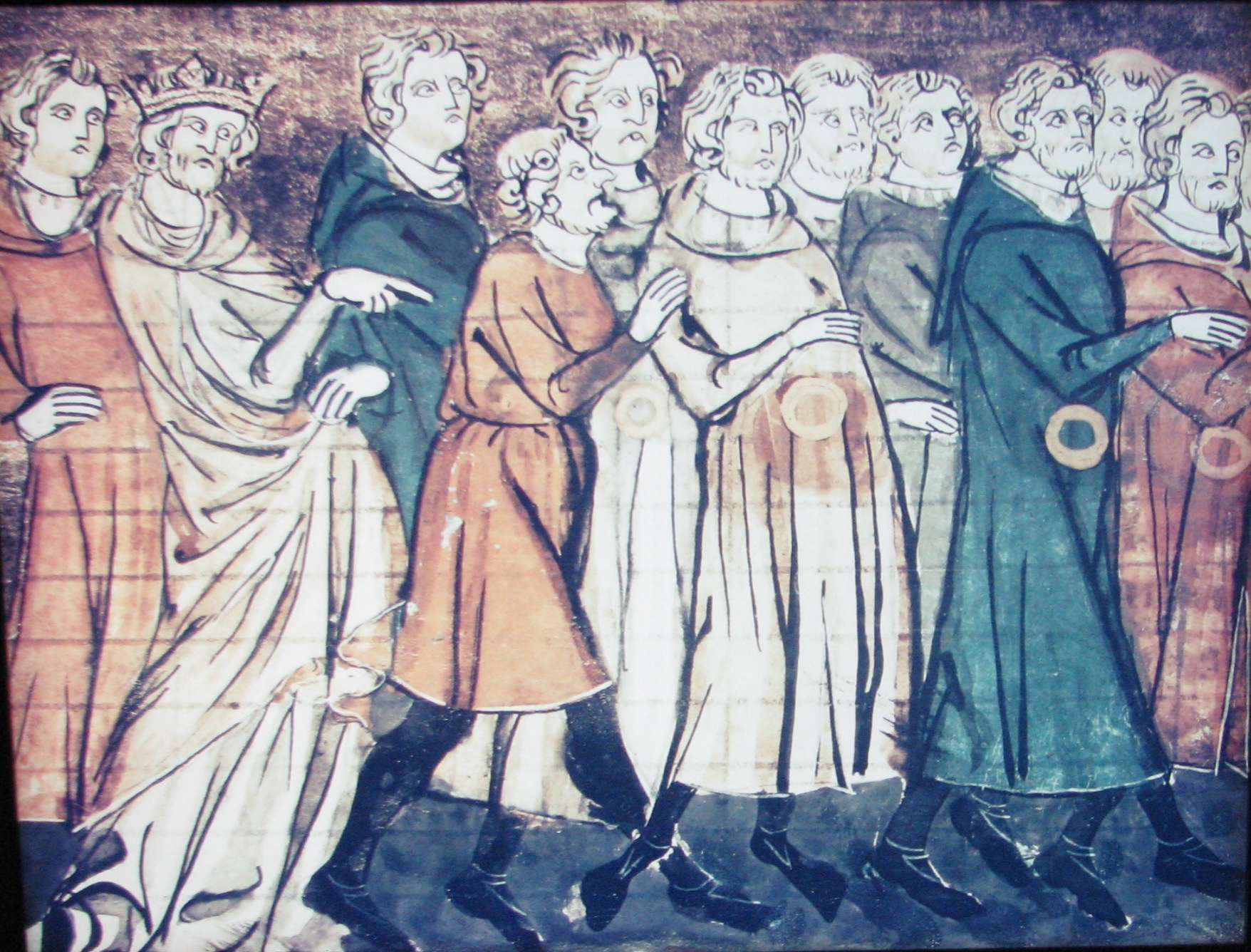
Expulsión de judíos franceses, 1182.

Los judíos de la Francia moderna son alrededor de 400 000 personas, en su mayoría descendientes de las comunidades del norte de África, algunas de las cuales eran comunidades sefardíes que habían venido de España y Portugal; otros eran judíos árabes y bereberes de Argelia, Marruecos y Túnez, que ya estaban viviendo en el norte África antes del éxodo judío de la península ibérica. También de un número más pequeños de miembros de las comunidades judías asquenazíes, que sobrevivieron a la Segunda Guerra Mundial y el Holocausto.

#### Anusim
Durante la diáspora judía, los judíos que vivían en la Europa cristiana fueron, a menudo, atacados por la población local y con frecuencia se vieron obligados a convertirse al cristianismo. Muchos, conocido como "Anusim" ("forzados"), continuaron practicando el judaísmo en secreto. Las comunidades Anusim más conocidas fueron los Judíos de España y Portugal, a pesar de que existían en toda Europa. En los años transcurridos desde el surgimiento de la religión islámica, muchos Judíos que vivían en países musulmanes fueron obligados a convertirse al islam, como los Judíos Mashhad de Persia, que continuaron practicando el judaísmo en secreto y, finalmente, hicieron una aliá (retorno a Israel). Muchos descendientes de Anusim abandonaron el judaísmo en los últimos años. Los resultados de un estudio de la genética de la península ibérica liberados en diciembre de 2008 "dan fe de un alto nivel de conversión religiosa (ya sea voluntaria o forzada) impulsada por episodios históricos de intolerancia religiosa, que en última instancia condujeron a la integración de los descendientes.

#### Samaritanos modernos
Los samaritanos, que en la época clásica estaban compuestos por un grupo relativamente grande, ahora 745 personas, viven en dos comunidades en Israel y Cisjordania, y todavía se consideran a sí mismos como descendientes de las tribus de Efraín (nombrados por ellos como Aphrime) y Manasés (nombrado por ellos como Manatch). Los Samaritanos se adhieren a una versión de la Torá conocido como el Pentateuco Samaritano, que difiere en algunos aspectos del texto masorético, a veces de manera importante, y en menor medida de la Septuaginta.
Los samaritanos se consideran Bnei Yisrael («Hijos de Israel»), pero no se consideran a sí mismos como Yehudim («judíos»). Ellos ven el término «judíos» como una designación para los seguidores del judaísmo, que afirman es una religión relacionada pero alterada y modificada, traída por los repatriados israelitas exiliados, y no la verdadera religión de los antiguos israelitas, que según ellos es el samaritanismo .

#### Análisis genético
Estudios de ADN modernos han aportado pruebas de que, en la mayor parte del mundo, los judíos, palestinos, sirios y libaneses tienen un linaje ancestral común en el Levante, que se remonta a una población ancestral común que habitó Oriente Próximo hace unos cuatro mil años. Maternalmente, tanto los judíos como los samaritanos han tenido muy bajas tasas de matrimonios mixtos con las poblaciones locales o de acogida Los resultados de los análisis de ADN de ambas poblaciones «indican que los grupos deben de haber tenido un alto porcentaje de matrimonios dentro de sus respectivas comunidades»; en contraste con un bajo porcentaje de matrimonios mixtos, por debajo del 0.5 % por cada generación. Un estudio sobre judíos asquenazíes declaró «Nuestros resultados junto con los de estudios previos apoyan el modelo de un origen en Oriente Medio de la población asquenazí, seguida de la posterior mezcla con anfitriones europeos o poblaciones más similares a los europeos. Nuestros datos implican, además, que los judíos asquenazíes modernos pueden ser más similiares a los europeos que a los habitantes de Oriente Medio».
En 2006, un estudio realizado por Doron Behar y Karl Skorecki del Technion y Ramban Medical Center en Haifa, Israel demostró que el 40 % de los judíos asquenazíes, tanto hombres como mujeres, pertenecen a solo cuatro linajes maternos, que según Doron, tienen su fuente en Medio Oriente.
Según Hammer, su estudio sugiere que la población asquenazí se expandió a través de una serie de situaciones de cuello de botella -sucesos que empujan a una población a un número reducido- tal vez, ya que emigraron desde el Oriente Medio después de la destrucción del Segundo Templo en el año 70 a Italia, alcanzando el valle del Rin en el siglo X. Dr. David Goldstein, genetista de la Universidad de Duke y director del Centro Duke para Genoma Humano Variación, ha señalado que el equipo de Technion y Ramban confirmó que la deriva genética juega un papel importante en la conformación de ADN mitocondrial asquenazí, por lo tanto, los estudios de ADN mitocondrial no logran sacar una vinculación significativa entre judíos modernos y las poblaciones de Oriente Medio, sin embargo, éste no es el caso patrilineal, donde el Dr. Goldstein dijo que no hay duda de un origen de Oriente Medio. Los estudios de ADN autosómico trans-genoma realizado por Behar y al confirmarse el común origen de Oriente Medio de los principales grupos judíos. De acuerdo con Behar, estos hallazgos son "consistentes con la formulación histórica del pueblo judío como descendientes de los residentes antiguos hebreos israelitas y del Levante" y "la dispersión del pueblo del antiguo Israel en todo el Viejo Mundo".
Un estudio de 2013 del ADN mitocondrial asquenazí llegó a conclusiones diferentes. De acuerdo con Costa et al., Los cuatro principales linajes maternos asquenazí y la mayoría de los linajes maternos menores tenían una fuente europea prehistóricos, en lugar de una de medio oriente o un caucásico. Según el estudio los resultados 'apuntan a un papel importante para la conversión de las mujeres en la formación de comunidades asquenazíes'.

Un estudio realizado por Haber, et al., (2013) señaló que si bien los estudios previos del Levante, que se había centrado principalmente en las poblaciones judías de la diáspora, mostró que los "judíos forman un grupo distintivo en el Medio Oriente", estos estudios no dejan claro "si los factores que impulsan esta estructura también implicarían a otros grupos en el Levante". Los autores encontraron una fuerte evidencia de que las poblaciones modernas del Levante descienden de dos importantes poblaciones ancestrales aparentes. Un conjunto de características genéticas que se comparten hoy en día con los europeos y Asia Central es más prominente en el Levante, entre "los libaneses, armenios, chipriotas, drusos y judíos, así como los turcos, iraníes y poblaciones caucásicas". El segundo conjunto de características genéticas heredadas se comparte con las poblaciones en otras partes de Oriente Medio, así como algunas poblaciones africanas. Poblaciones del Levante en esta categoría incluyen "palestinos, jordanos, sirios, así como los norteafricanos, etíopes, saudíes, y beduinos". Con respecto a este segundo componente de la ascendencia, los autores comentan que si bien se correlaciona con "el patrón de la expansión islámica" y que "una expansión preislámica del Levante era genéticamente más similar a los europeos que a los habitantes de Oriente Medio", también dicen que "su presencia en los cristianos libaneses, sefardí y judíos asquenazíes, chipriotas y armenios podría sugerir que su propagación al Levante también puede representar un acaecimiento anterior ". Los autores también encontraron una fuerte correlación entre la religión y la aparente ascendencia en el Levante:
"todos los judíos (sefardíes y asquenazíes) se agrupan en una rama; drusos del Monte Líbano y drusos del Monte Carmelo se representan en una rama privada; y cristianos libaneses forman una rama privada con las poblaciones cristianas de Armenia y Chipre colocando a los musulmanes libaneses como un grupo externo. Las poblaciones predominantemente musulmanas de sirios, palestinos y jordanos se agrupan en ramas con otras poblaciones musulmanas tan distantes como Marruecos y Yemen".
 Otro estudio de 2013, realizado por Doron Behar M. del Centro Médico Rambam en Israel y otros, sugiere que: "En conjunto, nuestros análisis apuntan fuertemente a la ascendencia de los judíos asquenazíes principalmente de las poblaciones de Europa y Oriente Medio y no de poblaciones en o cerca de la región del Cáucaso. el conjunto combinado de enfoques de las observaciones sobre la cercanía de los asquenazíes a poblaciones de Europa y Oriente Medio en la estructura demográfica reflejan la proximidad real genética de judíos asquenazíes a las poblaciones con componentes de ascendencia predominantemente de Europa y Oriente Medio, y la falta de introgresión visible desde la región de la comunidad Khazar Khaganate -sobre todo entre los del norte del Volga y el Cáucaso Norte- en las poblaciones en el Ashkenazi".
El estudio de análisis genético más detallado se publicó en septiembre de 2014 por Shai Carmon y su equipo en la Universidad de Columbia. Los resultados del estudio de muestreo de 128 judíos asquenacíes muestra que los actuales 10 millones de judíos asquenacíes descienden de una población de sólo 350 individuos que vivió hace unos 600 a 800 años. Esa población deriva tanto del Oriente Medio como de Europa.

## Sionistas "Negación de la Diáspora"
Según Eliezer Schweid, el rechazo de la vida en la Diáspora es un supuesto central en todas las corrientes del sionismo. Detrás de esta actitud estaba la sensación de que la Diáspora restringió el crecimiento completo de la vida nacional judía. Por ejemplo el poeta Jaim Najman Biálik escribió:
Y mi corazón llora por mi pueblo infeliz ...
Cómo quemado, ¿cómo debe esta arruinada nuestra parte,
Si semilla como esta se secará en su suelo...?

Según Schweid, Bialik significó que la "semilla" fue el potencial del pueblo judío. Conservado en la Diáspora, esta semilla sólo podría dar lugar a resultados deformados; sin embargo, una vez que las condiciones cambien la semilla todavía podría proporcionar una cosecha abundante.
En este asunto Sternhell distingue dos escuelas de pensamiento en el sionismo. Una de ellas fue la escuela liberal o utilitaria de Herzl y Nordau. Sobre todo después del caso Dreyfus, sostuvieron que el antisemitismo no desaparecería y vieron al sionismo como una solución racional para las personas judías.
La otra era la escuela nacionalista orgánica. Era frecuente entre los sionistas en Palestina que vieron el movimiento como un proyecto para rescatar a la nación judía en lugar de como un proyecto para rescatar a las personas judías. Para ellos el sionismo era el "Renacimiento de la Nación".
En contra de la negación de la opinión de la diáspora, la aceptación de las comunidades judías fuera de Israel fue postulado por aquellos que, como Simon Rawidowicz (también un sionista), vieron a los Judíos como una cultura que se convirtió en una nueva entidad 'mundana' que no tenía ninguna razón para buscar una rentabilidad exclusiva, ya sea física, emocional o espiritual a su antigua tierra, podría seguir siendo un solo pueblo, incluso en dispersión.
Se argumentó que la dinámica de la diáspora, que se vio afectada por la persecución, numerosos exiliados posteriores, así como las condiciones políticas y económicas crearon una nueva conciencia judía del mundo, y una nueva conciencia de los Judíos por el Mundo.
En efecto, hay muchos sionistas hoy que no abrazan la "negación de la diáspora", como cualquier tipo de absoluto y que no ven ningún conflicto o incluso ven una simbiosis beneficiosa entre la diáspora de comunidades judías respetables y sanas (como ha evolucionado en los Estados Unidos, Canadá y otros países occidentales) y una vital y en evolución sociedad israelí y Estado de Israel.

## Explicación mística
Rabino Tzvi Elimelec de Dinov (Bnei Isasjar, Jodesh Kislev, 02:25) explica que cada exilio se caracteriza por un aspecto negativo diferente:
1. El exilio en Babilonia se caracteriza por el sufrimiento físico y la opresión. Los babilonios se inclinaron hacia la Sefirá de Gevurah, fuerza y poder corporal.
2. El exilio persa era uno de tentación emocional. Los persas eran hedonistas que declararon que el propósito de la vida es buscar la indulgencia y la lujuria —"comamos y bebamos, que mañana moriremos". Se inclinaron hacia la calidad de Jesed, la atracción y la bondad (aunque en el individuo) .
3. La civilización helenística era muy culta y sofisticada. Aunque los griegos tenían un fuerte sentido de la estética, eran altamente pomposo, y veían la estética como un fin en sí mismo. Estaban demasiado unidos a la calidad de Tiferet, la belleza. Esto también se relaciona con una apreciación de la trascendencia del intelecto sobre el cuerpo, lo que revela la belleza del espíritu.
4. El exilio de Edom comenzó con Roma, cuya cultura no tenía una filosofía claramente definida. Más bien, el Comité aprobó las filosofías de todas las culturas anteriores, causando que la cultura romana este en un constante flujo. Aunque el Imperio Romano ha caído, los Judíos se encuentran todavía en el exilio de Edom, y, de hecho, uno puede encontrar este fenómeno de siempre cambiantes tendencias que dominan la sociedad occidental moderna. Los romanos y los diversos países que heredaron su dominio (por ejemplo, el Sacro Imperio Romano, los europeos, los estadounidenses) se inclinan hacia Maljut, la soberanía, la más baja Sefirá, que puede recibir de cualquiera de los otros, y actuar como un medio para ellos.

El día de ayuno judío de Tishá Be Av conmemora la destrucción del Primer y Segundo Templo en Jerusalén y el posterior exilio de los Judíos de la Tierra de Israel. La tradición judía sostiene que el exilio romano sería el último y que tras él, el pueblo de Israel regresaría a su tierra y nunca se exiliaría de nuevo. Esta afirmación se basa en el versículo: "(Ustedes están pagando por) Su pecado sobre la hija de Sión, El no los exiliara más" ["תם עוונך בת ציון, לא יוסף להגלותך"].
Según Aharon Oppenheimer, el concepto de exilio que comienza después de la destrucción del Segundo Templo judío proviene de los primeros cristianos, que vieron la destrucción del Templo como castigo por el deicidio judío, y por extensión la afirmación de los cristianos como nuevo pueblo escogido de Dios, o el "Nuevo Israel". En realidad, en el período que siguió a la destrucción del Templo, los Judíos tenían muchas libertades. El pueblo de Israel tenía autonomía religiosa, económica y cultural, y la revuelta de Bar Kojba demostró la unidad de Israel y su poder político-militar de la época. Por lo tanto, de acuerdo con Aharon Oppenheimer, cabe señalar que el exilio judío comenzó sólo después de la revuelta de Bar Kojba, que devastó la comunidad judía de Judea. A pesar de la concepción popular, los judíos habían tenido una presencia continua en la Tierra de Israel, a pesar del exilio de la mayoría de los judíos. El Talmud de Jerusalén fue firmado en el siglo IV, cientos de años después de la revuelta. Por otra parte, muchos Judíos permanecieron en Israel hasta siglos más tarde, incluso en el período bizantino (muchos restos de las sinagogas se encuentran desde este período). Los Judíos han sido una mayoría o una pluralidad significativa en Jerusalén en los milenios desde su exilio, con pocas excepciones (incluyendo el período que siguió al asedio de Jerusalén (1099) por los cruzados y los 18 años de la ocupación jordana de Jerusalén Oriental, en el que fue expulsado el barrio judío histórico de Jerusalén).

## Comparación histórica de la población judía
| Región                             | Judíos, n.º (1900) | Judíos,% (1900) | Judíos, n.º (1942) | Judíos,% (1942) | Judíos, n.º (1970) | Judíos,% (1970) | Judíos, n.º (2010) | Judíos,% (2010) |
| ---------------------------------- | ------------------ | --------------- | ------------------ | --------------- | ------------------ | --------------- | ------------------ | --------------- |
| Europa                             | 8.977.581          | 2.20 %          | 9.237.314          |                 | 3.228.000          | 0,50 %          | 1.455.900          | 0,18 %          |
| Austria                            | 1.224.899          | 4,68 %          |                    |                 |                    |                 | 9.000              | 0,11 %          |
| Bélgica                            | 12.000             | 0,18 %          |                    |                 |                    |                 | 30.300             | 0,28 %          |
| Bosnia y Herzegovina               | 8.213              | 0,58 %          |                    |                 |                    |                 | 500                | 0,01 %          |
| Bulgaria/Turquía/Imperio otomano   | 390.018            | 1,62 %          |                    |                 |                    |                 | 24.300             | 0,02 %          |
| Dinamarca                          | 5.000              | 0,20 %          |                    |                 |                    |                 | 6.400              | 0,12 %          |
| Francia                            | 86.885             | 0,22 %          |                    |                 | 530.000            | 1,02 %          | 483.500            | 0,77 %          |
| Alemania                           | 586.948            | 1,04 %          |                    |                 | 30.000             | 0,04 %          | 119.000            | 0,15 %          |
| Hungría                            | 851.378            | 4,43 %          |                    |                 | 70.000             | 0,68 %          | 48.600             | 0,49 %          |
| Italia                             | 34.653             | 0,10 %          |                    |                 |                    |                 | 28.400             | 0,05 %          |
| Luxemburgo                         | 1.200              | 0,50 %          |                    |                 |                    |                 | 600                | 0,12 %          |
| Holanda                            | 103.988            | 2,00 %          |                    |                 |                    |                 | 30.000             | 0,18 %          |
| Noruega/Suecia                     | 5.000              | 0,07 %          |                    |                 |                    |                 | 16.200             | 0,11 %          |
| Polonia                            | 1.316.776          | 16,25 %         |                    |                 |                    |                 | 3.200              | 0,01 %          |
| Portugal                           | 1.200              | 0,02 %          |                    |                 |                    |                 | 500                | 0,00 %          |
| Rumania                            | 269.015            | 4,99 %          |                    |                 |                    |                 | 9.700              | 0,05 %          |
| Imperio ruso (Europa)              | 3.907.102          | 3,17 %          |                    |                 | 1.897.000          | 0,96 %          | 311.400            | 0,15 %          |
| Serbia                             | 5.102              | 0,20 %          |                    |                 |                    |                 | 1.400              | 0,02 %          |
| España                             | 5.000              | 0,02 %          |                    |                 |                    |                 | 12.000             | 0,03 %          |
| Suiza                              | 12.551             | 0,38 %          |                    |                 |                    |                 | 17.600             | 0,23 %          |
| Reino unido/Irlanda                | 250.000            | 0,57 %          |                    |                 | 390.000            | 0,70 %          | 293.200            | 0,44 %          |
| Asia                               | 352.340            | 0,04 %          | 774.049            |                 | 2.940.000          | 0,14 %          | 5.741.500          | 0,14 %          |
| Arabia/Yemen                       | 30.000             | 0,42 %          |                    |                 |                    |                 | 200                | 0,00 %          |
| China/Taiwán/Japón                 | 2.000              | 0,00 %          |                    |                 |                    |                 | 2.600              | 0,00 %          |
| India                              | 18.228             | 0,0067 %        |                    |                 |                    |                 | 5.000              | 0,00 %          |
| Irán                               | 35.000             | 0,39 %          |                    |                 |                    |                 | 10.400             | 0,01 %          |
| Israel                             |                    |                 |                    |                 | 2.582.000          | 86,82 %         | 5.413.800          | 74,62 %         |
| Imperio ruso (Asia)                | 89.635             | 0,38 %          |                    |                 | 254.000            | 0,57 %          | 18.600             | 0,02 %          |
| África                             | 372,659            | 0.28%           | 593,736            |                 | 195.000            | 0,05 %          | 76.200             | 0,01 %          |
| Argelia                            | 51.044             | 1,07 %          |                    |                 |                    |                 |                    |                 |
| Egipto                             | 30.678             | 0,31 %          |                    |                 |                    |                 | 100                | 0,00 %          |
| Etiopía                            | 50,000             | 1,00 %          |                    |                 |                    |                 | 100                | 0,00 %          |
| Libia                              | 18.680             | 2,33 %          |                    |                 |                    |                 |                    |                 |
| Marruecos                          | 109.712            | 2,11 %          |                    |                 |                    |                 | 2.700              | 0,01 %          |
| Sudáfrica                          | 50.000             | 4,54 %          |                    |                 | 118.000            | 0,53 %          | 70.800             | 0,14 %          |
| Túnez                              | 62.545             | 4,16 %          |                    |                 |                    |                 | 1.000              | 0,01 %          |
| Américas                           | 1.553.656          | 1,00 %          | 4.739.769          |                 | 6.200.000          | 1,20 %          | 6.039.600          | 0,64 %          |
| Argentina                          | 20.000             | 0,42 %          |                    |                 | 282.000            | 1,18 %          | 182.300            | 0,45 %          |
| Bolivia/Chile/Ecuador/Perú/Uruguay | 1.000              | 0,01 %          |                    |                 |                    |                 | 41.400             | 0,06 %          |
| Brasil                             | 2.000              | 0,01 %          |                    |                 | 90,000             | 0,09 %          | 95.600             | 0,05 %          |
| Canadá                             | 22.500             | 0,42 %          |                    |                 | 286.000            | 1,34 %          | 375.000            | 1,11 %          |
| América Central                    | 4.035              | 0,12 %          |                    |                 |                    |                 | 54.500             | 0,03 %          |
| Colombia/Guayana/Venezuela         | 2.000              | 0,03 %          |                    |                 |                    |                 | 14.700             | 0,02 %          |
| México                             | 1.000              | 0,01 %          |                    |                 | 35.000             | 0,07 %          | 39.400             | 0,04 %          |
| Surinam                            | 1.121              | 1,97 %          |                    |                 |                    |                 | 200                | 0,04 %          |
| Estados Unidos                     | 1.500.000          | 1,97 %          | 4.975.000          | 3,00 %          | 5.400.000          | 2,63 %          | 5.275.000          | 1,71 %          |
| Oceanía                            | 16.840             | 0,28 %          | 26.954             |                 | 70.000             | 0,36 %          | 115.100            | 0,32 %          |
| Australia                          | 15.122             | 0,49 %          |                    |                 | 65.000             | 0,52 %          | 107.500            | 0,50 %          |
| Nueva Zelanda                      | 1.611              | 0,20 %          |                    |                 |                    |                 | 7.500              | 0,17 %          |
| Total                              | 11.273.076         | 0,68 %          | 15.371.822         |                 | 12,633,000         | 0,4 %           | 13.428.300         | 0,19 %          |

## Hoy en día
Desde el año 2010, la mayoría de judíos viven en Israel (5.703.700), Estados Unidos (5.275.000), Francia (483.500), Canadá (375.000), el Reino Unido (292.000), Rusia (205 000), Argentina (182.300), Alemania (119.000) y Brasil (107.329). Estas cifras reflejan el «núcleo» de la población judía, que se define como «no inclusive a todos los miembros no judíos de los hogares judíos, personas de ascendencia judía que profesan otra religión monoteísta, otros no-judíos de ascendencia judía, y otros no-judíos que puedan estar interesados en asuntos judíos». Poblaciones judías significativas también permanecen en los países de Oriente Próximo y Norte de África fuera de Israel, en particular Irán, Turquía, Marruecos, Túnez y Yemen. En general, estas poblaciones se están reduciendo debido a bajas tasas de crecimiento y las altas tasas de emigración (especialmente desde la década de 1960).
El óblast autónomo judío sigue siendo un Óblast Autónomo de Rusia. El gran rabino de Birobidzhan, Mordechai Scheiner, dice que hay 4.000 Judíos en la ciudad capital. El gobernador Nikolay Mikhaylovich Volkov ha declarado que tiene la intención de "apoyar toda iniciativa valiosa mantenida por nuestras organizaciones judías locales. " La Sinagoga Birobiyán abrió sus puertas en 2004 en el 70 aniversario de la fundación de la región en 1934. Se estima que unos 75.000 Judíos viven en la vasta región de Siberia.
Las áreas metropolitanas con mayor población judía se enumeran a continuación, aunque una fuente en jewishtemples.org, establece que "Es difícil llegar a las cifras exactas de población de país por país, y mucho menos de ciudad por ciudad en todo el mundo. Las cifras de Rusia y otros países de la CEI son conjeturas". La fuente citada aquí, el mundo judío Encuesta de Población 2010, también señala que "A diferencia de nuestras estimaciones de poblaciones judías en los distintos países, los datos presentados aquí en poblaciones judías urbanas no se ajustan plenamente para su posible doble contabilidad debido a múltiples residencias. Las diferencias en los Estados Unidos puede ser muy significativa, del orden de decenas de miles, que implican tanto mayores y menores áreas metropolitanas ".
1. Gush Dan (Tel Aviv y alrededores) – Israel – 2.979.900
2. Ciudad de Nueva York, Nueva York – Estados Unidos – 2.007.850
3. Jerusalén – Israel – 705.000
4. Los Ángeles, California – Estados Unidos – 684.950
5. Haifa – Israel – 671.400
6. Miami, Florida – Estados Unidos – 485.850
7. Be'er Sheva – Israel – 367.600
8. San Francisco, California – Estados Unidos – 345.700
9. París – Francia – 284.000
10. Chicago, Illinois – Estados Unidos – 270.500
11. Filadelfia, Pensilvania – Estados Unidos – 263.800
12. Boston, Massachusetts – Estados Unidos – 229.100
13. Washington D. C. – Estados Unidos – 215.600
14. Londres – Reino Unido – 195.000
15. Toronto – Canadá – 180.000
16. Atlanta, Georgia – Estados Unidos – 119.800
17. Moscú – Rusia – 95.000
18. San Diego, California – Estados Unidos – 89.000
19. Cleveland, Ohio – Estados Unidos – 87.000[65]
20. Phoenix, Arizona – Estados Unidos – 82.900
21. Montreal – Canadá – 80.000
22. São Paulo – Brasil – 75.000[66]